# Anna-Klara Mehlich

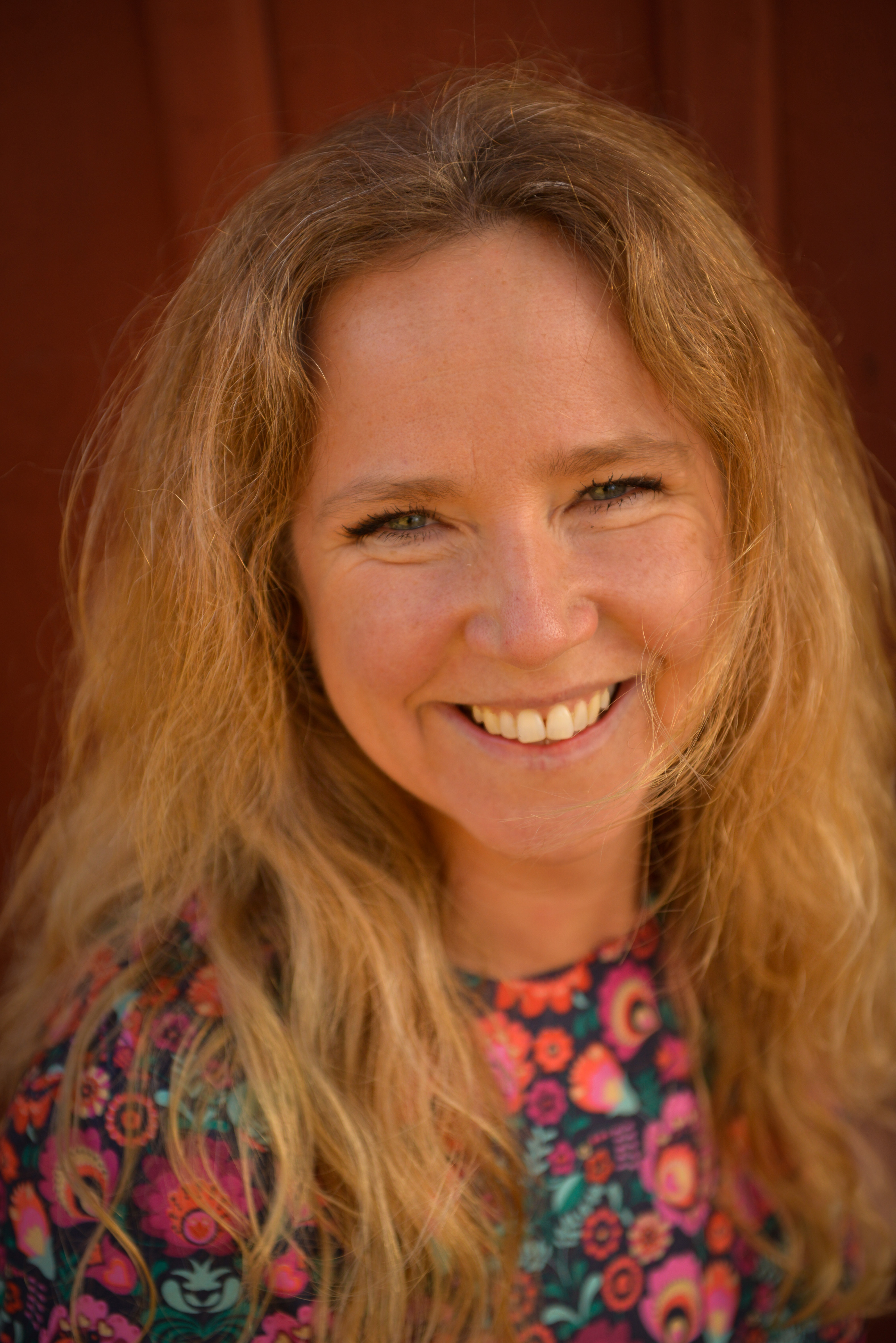
Författare Anna-Klara Mehlich

Anna-Klara Kristina Mehlich, född Hedman den 19 april 1972 i Tyresö församling, Stockholms län, är en svensk författare av barn- och ungdomslitteratur. 

## Biografi
Anna-Klara Mehlich har läst teatervetenskap och ekonomi på Stockholms universitet  och  Mediaprogrammet på Högskolan i Skövde.  Mehlich har tidigare arbetat som kommunikatör på Handisam, Myndigheten för handikappolitisk samordning. Hon ansvarade även för uppbyggandet av barnverksamheten på Liljevalchs konsthalls prisbelönta utställning Utopian Bodies - Fashion looks forward. 

## Författarskap
Tematiken i Gunga åt Öster rör tiden och stressamhället medan Gunga åt Väster behandlar klimatförändringar och miljön. I Gunga åt Söder och Norr är det underliggande temat tolerans och mångfald. I alla tre böcker har teckenspråk en central roll. Böckerna utspelar sig i Dalsland och innehåller övernaturliga element. 